# Placówka Straży Granicznej II linii „Czarnków”
Placówka Straży Granicznej II linii „Lubasz” – jednostka organizacyjna Straży Granicznej pełniąca służbę wywiadowczą na granicy polsko-niemieckiej w okresie międzywojennym.

## Formowanie i zmiany organizacyjne
Rozporządzeniem Prezydenta Rzeczypospolitej Polskiej Ignacego Mościckiego z 22 marca 1928 roku, do ochrony północnej, zachodniej i południowej granicy państwa, a w szczególności do ich ochrony celnej, powoływano z dniem 2 kwietnia 1928 roku  Straż Graniczną.
Rozkazem nr 3 z 25 kwietnia 1928 roku w sprawie organizacji Wielkopolskiego Inspektoratu Okręgowego dowódca Straży Granicznej gen. bryg. Stefan Pasławski  określił strukturę organizacyjną komisariatu SG „Lubasz”. Placówka Straży Granicznej II linii „Lubasz” znalazła się w jego strukturze.
Rozkazem nr 11 z 9 stycznia 1930 roku  o reorganizacji Wielkopolskiego Inspektoratu Okręgowego komendant Straży Granicznej płk Jan Jur-Gorzechowski ustalił numer, nową nazwę i organizację komisariatu. Rozkaz wymienia placówkę Straży Granicznej II linii „Czarnków” ul. Kościelna 7.

## Kierownicy/dowódcy placówki
| stopień    | imię i nazwisko | okres pełnienia służby  |
| ---------- | --------------- | ----------------------- |
| przodownik | Piotr Niechciał | był IV 1933 i VI 1935 – |